# Thilo von Boehmer

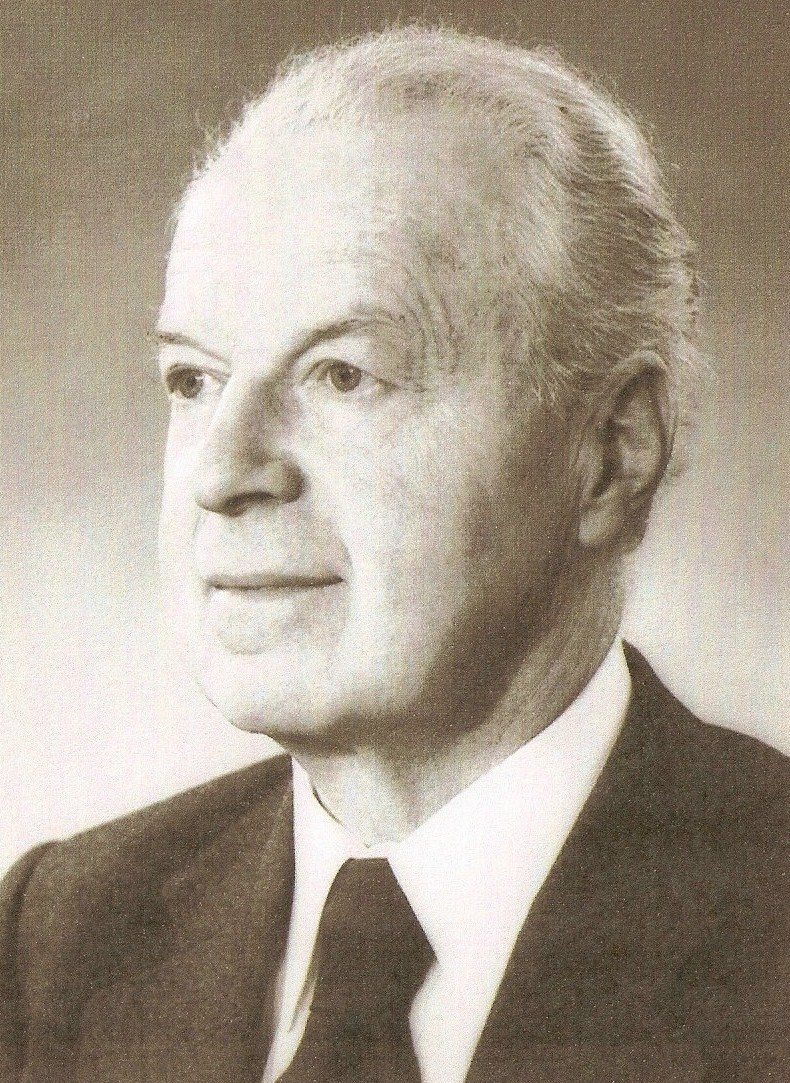
Thilo von Boehmer

Justus Thilo von Boehmer (* 19. April 1911 in Groß-Lichterfelde; † 16. Juni 1997 in Hamburg) war ein deutscher Unternehmer, Rechtsanwalt und Leitender Regierungsdirektor.

## Leben

### Herkunft
Thilo von Boehmer stammte aus der preußischen Juristenfamilie Böhmer/von Boehmer, deren Ursprung bis in die Zeit um 1600 zurückgeht. Zu seinen Vorfahren gehören Justus Henning Böhmer, Direktor der Leopoldina in Halle (Saale) und einer der bedeutendsten Kirchenrechtler des 17./18. Jahrhunderts, sowie Johann Samuel Friedrich von Böhmer, Direktor der Universität Frankfurt an der Oder und einer der führenden Strafrechtler des 18. Jahrhunderts. Sein Bruder Hasso von Boehmer war als Oberstleutnant i. G. einer der Widerstandskämpfer des 20. Juli 1944 und wurde deswegen 1945 in Berlin-Plötzensee hingerichtet.
Seine Eltern waren Hugo Erich von Boehmer und Ellinor Seliger (1868–1954), Tochter des Gutsbesitzers und Kammergerichtsreferendars Carl Gustav Albert Seliger (1829–1901, Enkel von Johann Gotthilf Seliger) und der Mary Barbara Rennie (1836–1920) aus New Alredsford/Hantshire/Schottland.

### Wirken
Nach dem Abitur am Helmholtz-Gymnasium in Berlin-Schöneberg im Jahr 1930 studierte Thilo von Boehmer Rechtswissenschaften an der Juristischen Fakultät der Universität Berlin und an den Universitäten Kiel und Genf. Nach dem 2. Staatsexamen wurde er in Berlin als Rechtsanwalt zugelassen. Zusätzlich absolvierte er 1935 an der Technischen Hochschule Berlin die Vorprüfung in der Fachrichtung Wirtschaftswissenschaften und promovierte 1936 mit der Dissertation „Der Schutzbereich des deutschen Reichspatents“ zum Dr. jur. Es folgte eine Tätigkeit als Syndikus bei der AEG-Telefunken AG in Berlin, die durch den Kriegseinsatz unterbrochen wurde.
Nach Ende des Krieges übernahm Thilo von Boehmer 1945 die Leitung der Düsseldorfer Maschinenfabrik Gebr. Poensgen AG. Sie war im Jahre 1847 von den Brüdern Albert und Julius Poensgen im Raum Schleiden in der Eifel gegründet und 1860 nach Düsseldorf verlegt worden. Sein Schwiegervater Helmuth Poensgen, Vorstandsmitglied der Vereinigte Stahlwerke AG, besaß mittlerweile die Mehrheit der Anteile an der Gebr. Poensgen AG. Er kam kurz vor Kriegsende 1945 zusammen mit seiner Frau Ursula, geb. von Ditfurth, bei einem Bombenangriff im Ratinger Poensgenpark ums Leben. Thilo von Boehmer ließ das im Krieg weitgehend zerstörte und durch Demontage des wertvollen Maschinenparks angeschlagene Unternehmen wieder aufbauen und von der Produktion kriegswichtiger Güter auf solche des zivilen Bedarfs wie vor allem Großwaschmaschinen in Edelstahl-Technik umstellen. Um sich über den Stand der Technik zu unterrichten, unternahm von Boehmer mehrere Reisen nach Amerika, so 1951 nach Südamerika, Mittelamerika und in die Karibik. Die jamaikanische Zeitung The Daily Gleaner aus Kingston berichtete am 24. November 1951 mit einem Porträt über seinen dortigen Besuch:

„T. VON BOEHMER German trade envoy – New West German Government at Bonn sent a representative to the Caribbean and South America on a goodwill tour (...). Dr. T. Von Boehmer arrived in the island Thursday by Pan-American Clipper en route from Camaguey and will remain for a few days. Dr. Von Boehmer told the Gleaner that the tour would take him to 21 countries in the Caribbean and South America. He had already visited Mexico and Cuba and would remain in Jamaica for about four days. Ecomonic conditions in Western Germany he said are improving as a result of the Marshall Aid Plan. (...) Conditions were very bad in Eastern Germany, Dr. von Boehmer said. An economist, Dr. Von Boehmer lived in Berlin before the war.“

Weitere Reisen nach Amerika folgten, so 1959 vor dem Handelsembargo durch die USA im Jahr 1960 in das Kuba Castros und in die USA. Produktion und Modell-Palette des Düsseldorfer Unternehmens entsprachen daher bald dem neuesten Stand. Das Unternehmen produzierte nun mit über 500 Mitarbeitern die ersten Frontal-Waschmaschinen und vollautomatische Waschmaschinenanlagen für Krankenhäuser, gewerbliche Wäschereien, Hotels etc. Im Jahre 1953 übergab Thilo von Boehmer die Geschäftsführung an seinen Schwager Helmuth Poensgen jun. Er selbst wechselte als Beamter in den Staatsdienst, war eine Zeit lang in der NATO tätig und betätigte sich nach seiner Pensionierung als Rechtsanwalt. Thilo von Boehmer starb am 16. Juni 1997 in Hamburg und ist auf dem Friedhof Düsseldorf-Kaiserswerth begraben.

### Familie
Thilo von Boehmer war in erster Ehe verheiratet mit Brigitte Poensgen (1922–1986), Tochter des Vorstandsmitgliedes der Vereinigten Stahlwerke AG Dr. phil. Helmuth Poensgen und der Ursula von Ditfurth. Sie hatten fünf Kinder, darunter als Erstgeborenen Henning von Boehmer. In zweiter Ehe war er seit 1987 mit Gisela Rombolotto (1914–2002) geb. Hornemann, verheiratet, einer Nachkommin des Afrikaforschers Friedrich Konrad Hornemann.
Durch seine Großmutter mütterlicherseits Mary Barbara Rennie stammt Thilo von Boehmer in direkter Linie von Gouverneur William Bradford ab, der 1620 zusammen mit den Pilgrim Fathers auf der Mayflower nach Plymouth (Massachusetts)/USA ausgewandert war. Damit sind die Nachkommen Hugo Erich von Boehmers berechtigt, Mitglied in der renommierten General Society of Mayflower Descendants in den USA zu werden.